# Reial Acadèmia de Ciències Econòmiques i Financeres

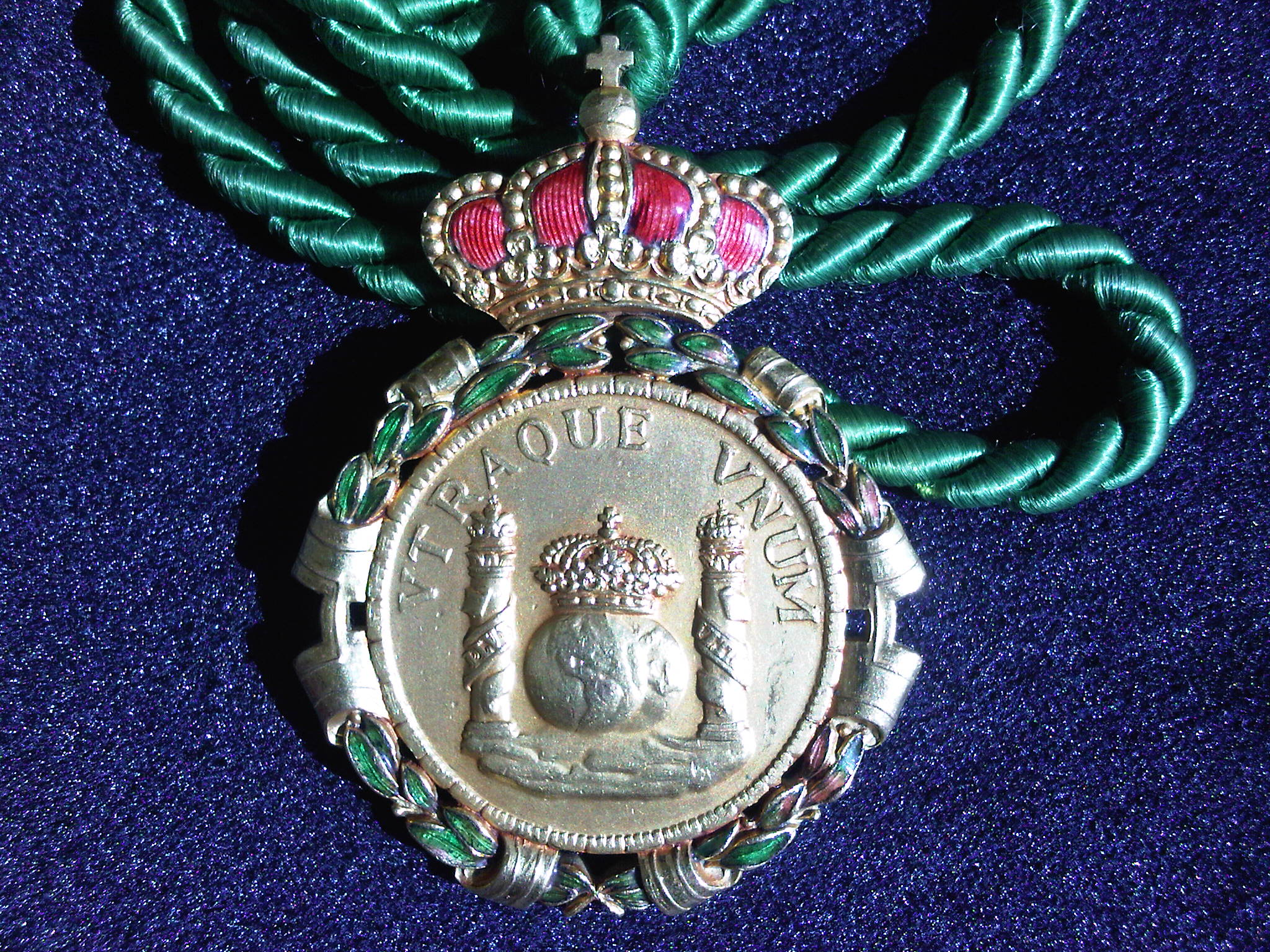
Medalla de l'Acadèmia, amb el lema de la Institució: Utraque Unum

La Reial Acadèmia de Ciències Econòmiques i Financeres (en castellà "Real Academia de Ciencias Económicas y Financieras") és una corporació oficial de caràcter científic i tècnic, amb seu a Barcelona, actualment amb rang de reial acadèmia i, per tant, sota el patrocini del rei d'Espanya i amb abast estatal espanyol, que té per objecte la investigació, estudi i foment de les ciències econòmiques, financeres i les altres que hi són afins, així com la col·laboració, informe i assessorament als organismes oficials, entitats públiques i corporacions, en les matèries pròpies de la seva especialitat.

## Origen i història
La gestació de la futura Acadèmia es remunta al període comprès entre l'any 1929 i el 1931, en què s'establiren contactes i converses dels quals derivaria la idea vertebradora per crear un centre obert a l'enaltiment del rigor científic entre els tècnics d'empresa, experts comptables, fiscals i financers, és a dir, una acadèmia de la qual sorgís el nervi impulsor del progrés en el seu àmbit de compromís professional immediat.
El 26 de juliol de 1940 el Govern Civil de Barcelona aprovà els Estatuts socials, de l'aleshores anomenada Acadèmia de Ciències Economicofinanceres. Estava integrada per professors mercantils "especialitzats en les diferents branques de l'economia nacional"i tenia per missió "l'estudi de les qüestions mercantils nascudes de les lleis o de la seva aplicació i de les teories economicocomptables". Els acadèmics numeraris serien titulats mercantils (professors o intendents), llicenciats o doctors en ciències econòmiques i persones que, sense posseir cap títol oficial, haguessin destacat per la seva competència i prestigi en les activitats administratives, industrials o comercials. Tindrien el caràcter d'acadèmics numeraris per dret propi els catedràtics de l'Escola d'Alts Estudis Mercantils de Barcelona, entre els quals trobarem el nucli inicial de la institució. La inauguració amb caràcter públic tingué lloc el 19 de febrer de 1943, a la seu de l'Ateneu Barcelonès.
L'any 1958, el "Ministerio de Educación Nacional" va dictar una ordre ministerial que aprobava l'anomenada oficialment, des d'aleshores "Real Academia de Ciencias Económicas y Financieras", atorgant-li en carácter d'organisme oficial i de reial acadèmia espanyola, essent l'única d'aquestes que té seu a la ciutat de Barcelona. Mitjançant el Reial decret de 7 de desembre de 1979, s'aprovà l'actual estatut de l'Acadèmia.

## Presidents
- José María Vicens Corominas (1940-1951)[5]
- Ricard Piqué Batlle (1951-1989)[5]
- Mario Pifarré Riera (1989 - 2002)[5]
- Jaume Gil i Aluja (2002 - …)[5]

## Relació d'acadèmics a gener de 2016

### Acadèmics d'honor
- José M. Fernández Pirla[6]

### Acadèmics de número
| - Mario Aguer Hortal (medalla n.º 10) - César Alierta Izuel (medalla n.º 11) - Enrique Arderiu Gras (medalla n.º 12) - Antonio Argandoña Rámiz (medalla n.º 36) - José Daniel Barquero Cabrero (medalla n.º 1) - Fernando Casado Juan (medalla n.º 41) - Carles Casajuana i Palet (medalla n.º 27) - Manuel Castells Oliván (medalla n.º 38) - Antoni Castells Oliveres (medalla n.º 16) - Josep María Coronas Guinart (medalla n.º 31) - Ricardo Díez Hochleitner (medalla n.º 47) - Isabel Estapé Tous (medalla n.º 9) - Isidre Fainé i Casas (medalla n.º 7) - Josep Maria Fons Boronat (medalla n.º 18) - Llorenç Gascon i Fernández (medalla n.º 20) - Carles A. Gasòliba i Böhm (medalla n.º 48) - Jaume Gil i Aluja (medalla n.º 13) - Ana María Gil Lafuente (medalla n.º 5) - José María Gil-Robles Gil-Delgado (medalla n.º 44) - Francesc Granell i Trias (medalla n.º 26) - Joan Hortalà i Arau (medalla n.º 25) | - Jaime Lamo de Espinosa Michels de Champourcin (medalla n.º 42) - Enrique Lecumberri Martí (medalla n.º 21) - Joan Llorens i Carrió (medalla n.º 32) - Francisco Javier Maqueda Lafuente (medalla n.º 15) - Enrique Martín Armario (medalla n.º 29) - Aldo Olcese Santonja (medalla n.º 17) - Josep Joan Pintó i Ruiz (medalla n.º 6) - Manuel Pizarro Moreno (medalla n.º 46) - Ramon Poch Torres (medalla n.º 2) - Antoni Pont i Amenós (medalla n.º 43) - Joan-Francesc Pont Clemente (medalla n.º 8) - Dídac Ramírez i Sarrió (medalla n.º 35) - José Antonio Redondo López (medalla n.º 33) - Alfredo Rocafort Nicolau (medalla n.º 34) - Alfonso Rodríguez Rodríguez (medalla n.º 3) - José Ángel Sánchez Asiaín (medalla n.º 40) - Joan Tàpia i Nieto (medalla n.º 28) - José Manuel de la Torre y de Miguel (medalla n.º 14) - Luis Usón Duch (medalla n.º 45) - Emilio Ybarra Churruca (medalla n.º 24) |

### Acadèmics supernumeraris
- Josep Maria Bricall[8]

### Acadèmics corresponsals espanyols
| - José Ramón Álvarez-Rendueles Medina - José Manuel Barreiro Fernández - José María Castellano Ríos - Álvaro Cuervo García - Matilde Fernández Blanco - Eugenio Gay Montalvo - Martín González del Valle y Herrero - Esteban Hernández Esteve - Alfonso Hernández-Moreno - Jesús Lizcano Álvarez - Antonio López Díaz - Carlos Mallo Rodríguez - José Luis Martínez Candial | - Miguel Alfonso Martínez-Echevarría y Ortega - Abel Matutes Juan - Rafael Muñoz Ramírez - Ubaldo Nieto de Alba - Julio Padilla Carballada - Juan Ramón Quintás Seoane - Mariano Rabadán Fornies - Francisco Javier Ramos Gascón - José María Requena Rodríguez - Arturo Rodríguez Castellanos - Jorge Salgas Rich - José Luis Sánchez Fernández de Valderrama - Juan Miguel Villar Mir |

### Acadèmics corresponsals estrangers
| Per a Alemanya: - Juergen B. Donges - Reinhard Selten Per a Andorra: - Òscar Ribas Reig Per a Algèria: - Mohamed Laichoubi Per a l'Azerbaidjan: - Korkmaz Imanov Per a Bèlgica: - Daniel Cardon de Lichtbuer - Janine Delruelle-Ghobert Per a Belarús: - Viktor V. Krasnoproshin Per a Xile: - Juan Guzmán Tapia Per als Estats Units: - Eric Maskin - Joseph Stiglitz | Per a Finlàndia: - Sirkka Hämäläinen-Lindfors Per a França: - Valéry Giscard d'Estaing - Thierry de Montbrial Per a Grècia: - Constantin Zopounidis Per als Països Baixos: - Aarnout Alexander Loudon Per a Israel: - Robert Aumann - Daniel Kahneman Per a Itàlia: - Alessandro Bianchi - Romano Prodi - Giancarlo Elia Valori Per a Jordània: - Sumaya bint El Hassan Per al Marroc: - André Azoulay | Per a Mèxic: - Federico González Santoyo - José Ángel Gurría Treviño Per a Montenegro: - Momir Djurovic Per a Noruega: - Finn E. Kydland Per a Polònia: - Janusz Kacprzyk Per al Regne Unit: - James Alexander Mirrlees Per a Romania: - Mugur Isarescu - Tudorel Postolache Per a Suïssa: - José Daniel Gubert Per a la República Srpska - Rajko Kuzmanović Per a Tunis: - Adberraouf Mahbouli |